# Стэнли, Джон II (король острова Мэн)
Сэр Джон II Стэнли (ок. 1386—1437) — король острова Мэн (1414—1437), шериф Англси, констебль Карнарвона, юстициарий Честера и стюард Маклсфилда.

## Биография
Его отцом был сэр Джон Стэнли (ок. 1350—1414), лорд-лейтенант Ирландии, который получил в 1405 году от короля Англии Генриха IV во владение остров Мэн.

## Правление
В 1414 году после смерти своего отца Джон Стэнли унаследовал титул короля острова Мэн. Джон Стэнли дважды посещал остров Мэн, чтобы подавить там восстания в 1417 и 1422 годах. Несмотря на то, что сюзерен Мэна постоянно проживал в Англии, он был вовлечен в политическую жизнь острова. В его правление был составлен первый свод законов, записанный в письменной форме, своего рода сборник древних законов и конституций Королевства Мэн. Он восстановил в 1417 году древний суд острова в Тинвальде.

## Семья и дети
Джон Стэнли женился на Элизабет Харрингтон, дочери сэра Николаса Харрингтона, от брака с которой у него было трое сыновей:
- Томас Стэнли (ок. 1405—1459), король Мэна (1437—1459)
- Ричард Стэнли (ум. 1467) ректор в Винвике
- Эдвард Стэнли (ум. 1485), ректор в Винвике